# Mamadou Danso
Mamadou Danso (ur. 27 kwietnia 1983 w Serrekundzie) – gambijski piłkarz występujący na pozycji obrońcy. Zawodnik klubu Rayo OKC.

## Kariera klubowa
Danso karierę rozpoczynał w 2007 roku w zespole SPSU Hornets z amerykańskiej uczelni Southern Polytechnic State University. W 2008 roku trafił do drużyny Carolina RailHawks U23s z ligi USL Premier Development League. W 2009 roku odszedł do Portland Timbers z USL First Division. W sezonie 2010 występował z nim w lidze USSF Division 2 Professional League. W 2011 roku rozpoczął z zespołem starty w MLS. W tych rozgrywkach zadebiutował 15 kwietnia 2011 roku w wygranym 4:2 pojedynku z Chicago Fire. 7 maja 2011 roku w wygranym 1:0 spotkaniu z Philadelphia Union strzelił pierwszego gola w MLS. W 2014 grał w Montreal Impact, a w 2015 w Carolina RailHawks. W 2016 został piłkarzem Rayo OKC.

## Kariera reprezentacyjna
W reprezentacji Gambii Danso zadebiutował w 2011 roku.